# Сіаченський конфлікт
Сіаченський конфлікт (англ. Siachen conflict) — збройний конфлікт між Пакистаном та Індією за спірну територію льодовика Сіачен.

## Хід конфлікту
До початку 1984 року пакистанські війська готувалися до війни з Індією за територію хребта Салторо і льодовика Сіачен. Однак Індія завдала першого удару, почавши операцію «Мегхдут» у квітні 1984 року. Полк індійських солдатів був перекинутий повітрям на Сіачен, вони захопили контроль над двома проходами: Сіа-ла і Білфорд-Ла, які відкривали вихід на стратегічне Каракорумське шосе. Пакистан марно намагався повернути ці проходи в кінці 1984 і 1985 року.
У 1986 році пакистанська армія знову зазнала поразки на даній ділянці фронту. Виявивши військову майстерність скелелазіння, Бана Сінгх захопив пакистанський блокпост на висоті 6400 м. Даний блокпост був перейменований в «Бана» на честь мужності офіцера індійської армії. Після цієї поразки Беназір Бхутто запропонувала генералу Зія-уль-Хаку надіти паранджу.
Щоб вибити війська Індії з Білфорд-Ла, Пакистан відправив елітні групи командос в 1987 році. Генерал Первез Мушарраф особисто командував цим спецпідрозділом. У вересні 1987 року зав'язався бій, у якому Індія знову здобула перемогу. Хоча Пакистан і зазнав невдачі у своїй спробі захоплення Білфорд-Ла, Індії так і не вдалося захопити стратегічно важливе місто Хаплу, столицю пакистанського округу Гханче.

## Втрати
1344 пакистанських солдатів загинули під час конфлікту. 95 % загинули за екстремальних і нестерпних погодних умов на льодовику. Число поранених становить майже у двадцять разів більше, ніж убитих.

## Наші дні
Наразі Пакистан підтримує три батальйони на кордоні з Сіачен, а Індія має сім батальйонів на даній ділянці кордону. Величезний відтік грошових коштів на підтримання військ у цьому регіоні змусив Індію і Пакистан відкрити діалог для мирного розмежування Сіачену без територіальної шкоди з обох сторін. Але ці переговори так нічим і не закінчилися, велика частина льодовика Сіачен контролюється Індією.